# ステージ101ベスト
『ステージ101ベスト』は、NHK総合テレビジョンの音楽番組『ステージ101』のレギュラー・グループだったヤング101の2枚組の編集CDである。

## 解説
ヤング101が発表した18作のオリジナル・アルバムのうち、EXPRESS/東芝音楽からステージ101の名義で発表した10作から選曲された。さらに串田アキラ、ワカ＆ヒロ、藤島新、ザ・バーズがヤング101在籍中に行なったソロ活動の楽曲も収録された。

## 収録曲
『作詞』の括弧内は日本語詞の作者名を示す。
| #   | タイトル                                                                                | 作詞                                                                                | 作曲                                                          | 編曲       | 出典・歌                                                        |
| --- | --------------------------------------------------------------------------------------- | ----------------------------------------------------------------------------------- | ------------------------------------------------------------- | ---------- | --------------------------------------------------------------- |
| 1.  | 「ステージ101 テーマソング」                                                            | 井上頌一                                                                            | 中村八大                                                      | 東海林修   | - アルバム『赤い屋根の家』 - ヤング101                          |
| 2.  | 「ビューティフル・サンディ Beautiful Sunday」                                           | D. Boone, R. McQueen（東海林修）                                                    | D. Boone, R. McQueen                                          | 東海林修   | - アルバム『愛の限界』 - ヤング101                              |
| 3.  | 「気になる女の子 That's The Way A Woman Is」                                            | M. Morgan, J. Hoier（増永直子）                                                     | M. Morgan, J. Hoier                                           | 東海林修   | - アルバム『怪獣のバラード』 - ザ・チャープス                   |
| 4.  | 「怪獣のバラード」                                                                      | 岡田冨美子                                                                          | 東海林修                                                      | 東海林修   | - アルバム『怪獣のバラード』 - ヤング101                        |
| 5.  | 「愛の限界」                                                                            | 岡田冨美子                                                                          | 東海林修                                                      | 東海林修   | - アルバム『愛の限界』 - 藤島新&ヤング101                       |
| 6.  | 「生きる限界」                                                                          | 橋本淳                                                                              | 東海林修                                                      | 筒美京平   | - シングル『生きる限界』（串田アキラ） - 串田アキラ             |
| 7.  | 「ノックは3回 Knock Three Times」                                                       | L. R. Brown, I. Levine                                                              | L. R. Brown, I. Levine                                        | 樋口康雄   | - アルバム『スタジオ・ライブ!』 - ヤング101                     |
| 8.  | 「荷馬車にゆられて」                                                                    | 山上路夫                                                                            | 東海林修                                                      | 東海林修   | - アルバム『スタジオ・ライブ!』 - 西玲子&太田ひろみ             |
| 9.  | 「恋の億万長者 If You Can Put That In A Bottle」                                        | B. Meshel（片桐和子）                                                               | B. Meshel                                                     | ザ・バロン | - アルバム『ステージ101』 - ザ・バロン                          |
| 10. | 「ハイスクール・ブギ」                                                                  | 阿久悠                                                                              | 都倉俊一                                                      | 川口真     | - アルバム『ステージ101』 - 水木誠                              |
| 11. | 「にくい太陽」                                                                          | 増永直子                                                                            | 東海林修                                                      | 東海林修   | - アルバム『赤い屋根の家』 - 若子内悦郎、川内広明&ヤング101     |
| 12. | 「カントリー・ワイン Country Wine」                                                     | E. Villareal, W. Watkins（増永直子）                                                | E. Villareal, W. Watkins                                      | 東海林修   | - アルバム『怪獣のバラード』 - ヤング101                        |
| 13. | 「愛するハーモニー I'd Like To Teach The World To Sing」                                | W. Backer、R. Davis、R. Cook、R. Greenaway（長 恭子）                               | W. Backer, R. Davis、R. Cook、R. Greenaway                    | 東海林修   | - アルバム『怪獣のバラード』 - 若子内悦郎、豊田礼子&ヤング101   |
| 14. | 「メドレー- OB-LA-DI, OB-LA-DA - Good Morning Starshine (From "Hair") - Circus Games 」 | - J. Lennon, P. McCartney (増永直子) - G. MacDermot, J. Ragni (増永直子) - 及川恒平 | - J. Lennon, P. McCartney - G. MacDermot, J. Ragni - 及川恒平 | 東海林修   | - アルバム『愛の限界』 - ヤング101                              |
| 15. | 「シーモンの涙 Simone」                                                                 | D. England, J. F. Coley, J. E. Colley, D. Seals（森愛仁霞）                         | D. England, J. F. Coley, J. E. Colley, D. Seals               | 東海林修   | - アルバム『愛の限界』 - 河内広明                               |
| 16. | 「オレンジ L'Orange」                                                                   | G. Becaud, P. Delanoe（片桐和子）                                                   | G. Becaud, P. Delanoe                                         | 東海林修   | - アルバム『怪獣のバラード』 - 水木誠&ヤング101                 |
| 17. | 「オールド・ファッションド・ラブ・ソング Old Fashioned Love Song」                      | P. Williams（増永直子）                                                             | P. Williams                                                   | 東海林修   | - アルバム『怪獣のバラード』 - 井口典子&山崎功                  |
| 18. | 「アメリカン・パイ American Pie」                                                       | D. Mclean                                                                           | D. Mclean                                                     | 東海林修   | - アルバム『愛する人へ』〈ワカとヒロ） - ワカ＆ヒロ             |
| 19. | 「イエスタデイ Yesterday」                                                              | J. Lennon, P. McCartney                                                             | J. Lennon, P. McCartney                                       | 山屋清     | - アルバム『ビートルズ・ソング・ブック』 - ヤング101            |
| 20. | 「アテンション・プリーズ」                                                              | 岩谷時子                                                                            | 三沢郷                                                        | 三沢郷     | - シングル『アテンション・プリーズ』〈ザ・バーズ） - ザ・バーズ |

| #   | タイトル                     | 作詞       | 作曲     | 編曲     | 歌                                                                   |
| --- | ---------------------------- | ---------- | -------- | -------- | -------------------------------------------------------------------- |
| 1.  | 「恋人中心世界」             | 小平なほみ | 中村八大 | 山屋清   | - アルバム『ステージ101』 - 井口典子&ヤング101                       |
| 2.  | 「赤い屋根の家」             | 山上路夫   | 村井邦彦 | 東海林修 | - アルバム『赤い屋根の家』 - 牧みゆき&ヤング101                      |
| 3.  | 「朝が来た」                 | 太田一郎   | 中村八大 | 山屋清   | - アルバム『ニュー・フォークの世界』 - 井口典子&ヤング101            |
| 4.  | 「風船旅行」                 | 山上路夫   | 筒美京平 | 青木望   | - アルバム『若い旅』 - ヤング101                                     |
| 5.  | 「夕べの祈り」               | 有馬三恵子 | 中村八大 | 山屋清   | - アルバム『ステージ101』 - ザ・バーズ&ヤング101                     |
| 6.  | 「おやすみなさい」           | 太田一郎   | 中村八大 | 山屋清   | - アルバム『ニュー・フォークの世界』 - 若子内悦郎&ヤング101          |
| 7.  | 「100円の幸福」              | 山川啓介   | 樋口康雄 | 樋口康雄 | - アルバム『白い珊瑚礁』（町田義人＆ヤング101） - 町田義人&ヤング101 |
| 8.  | 「旅立つ朝」                 | 保富康午   | 村井邦彦 | 山屋清   | - アルバム『赤い屋根の家』 - 牧みゆき&ヤング101                      |
| 9.  | 「虹と雪のバラード」         | 河邨文一郎 | 村井邦彦 | 青木望   | - アルバム『若い旅』 - ザ・バーズ&ヤング101                          |
| 10. | 「愛する人へ」               | 岡田冨美子 | 東海林修 | 東海林修 | - アルバム『愛する人へ』（ワカとヒロ） - ワカ＆ヒロ                  |
| 11. | 「忘れていた朝」             | 山上路夫   | 村井邦彦 | 山屋清   | - アルバム『ニュー・フォークの世界』 - 牧みゆき&ヤング101            |
| 12. | 「友達ならば」               | 山上路夫   | 川口真   | 青木望   | - アルバム『若い旅』 - 井口典子、若子内悦郎&ヤング101                |
| 13. | 「若さがあるから」           | 山上路夫   | 渋谷毅   | 和田昭治 | - アルバム『ニュー・フォークの世界』 - 小原初美&ヤング101            |
| 14. | 「ある朝太陽が昇らない」     | 福田みずほ | 樋口康雄 | 樋口康雄 | - アルバム『愛の翼・愛の限界』（藤島新） 藤島新                      |
| 15. | 「若い旅」                   | 永六輔     | 中村八大 | 和田昭治 | - アルバム『若い旅』 - 塩見大治郎&ヤング101                          |
| 16. | 「愛の記憶」                 | 山川啓介   | 樋口康雄 | 樋口康雄 | - シングル『二人だけの朝』（串田アキラ） - 串田アキラ                |
| 17. | 「涙をこえて」               | かぜ耕士   | 中村八大 | 山屋清   | - アルバム『ステージ101』 - ヤング101                                |
| 18. | 「ステージ101 テーマソング」 | 井上頌一   | 中村八大 | 東海林修 | - アルバム『赤い屋根の家』 - ヤング101                               |